# 伊莎贝尔·塞拉
玛丽亚·伊莎贝尔·塞拉·迭格斯（西班牙語：María Isabel Celaá Diéguez，1949年5月23日—）女，毕尔巴鄂人，西班牙政治人物。现任西班牙教育大臣。

## 早年
出生于毕尔巴鄂。拥有巴斯克德乌斯托大学和巴利亚多利德大学的文学哲学和法律学位，通过了巴斯克語C1级别认证。曾在爱尔兰学习和生活过几年。

## 政治生涯
1987年成为巴斯克自治区政府教育、大学与研究部的官员。1991年巴斯克自治区议会选举后，巴斯克民族主义党和联合左翼等党团组成联合政府。她在1995年前一直担任该政府教育、大学与研究部副部长。
1998年至2009年，以及2012年至2016年间，她一直是巴斯克自治区议会比斯開选区议员。
2008年至2009年担任巴斯克自治区议会第一副主席。2009年至2012年担任巴斯克帕奇·洛佩斯政府教育、大学与研究部部长，任期内致力于改善巴斯克教育体制，推进地区科学研究。
在2015年和2016年西班牙大選中，她是參議院比斯开选区巴斯克社会党的候补议员，但最终未能当选。

#### 教育大臣
在2018年西班牙政府不信任案公决后，人民党主席拉霍伊被迫辞职，工人社会党总书记桑切斯成为新任西班牙首相。費利佩六世批准皇家法令，她被任命为教育大臣兼政府发言人。6月7日出席了萨苏埃拉宫就职仪式。
在2019年4月28日西班牙全国大选中，工人社会党在众议院350个议席中收获123席，位居各党之首，但未达到得以单独组阁的过半数议席。在新一届政府组建前，她暂为看守政府发言人。2020年1月，继续担任教育和职业培训大臣，不再任政府发言人。